# فيضانات كليمنتان الجنوبية 2021
فيضانات كليمنتان الجنوبية هي سلسلة من الفيضانات في مقاطعة كليمنتان الجنوبية في إندونيسيا. تعد أسوأ فيضانات تؤثر على المنطقة في السنوات العشر الماضية، وأول فيضان كبير خلال الخمسين عامًا الماضية. معظم المناطق المتضررة لم تشهد مثل هذا الفيضان من قبل. اعتبارًا من 18 يناير 2021 كان هناك 15 حالة وفاة بينما لا يزال العديد في عداد المفقودين. كما تسببت الفيضانات في حدوث انهيارات أرضية. وكانت المناطق الأكثر تضرراً هي بانجارماسين ووسط هولو سونغاي ريجنسي وتاناه لاوت ريجنسي. تم إجلاء أكثر من 100.000 شخص.
بدأت القوات المسلحة الوطنية الإندونيسية بتوزيع المساعدات على ضحايا الفيضانات.

## الأسباب
يُعتقد أن الفيضان نتج عن كثرة هطول الأمطار، مما أدى إلى فيضان النهر الذي بدأ في 9 يناير 2021. ومع ذلك جادل مدير المنتدى الإندونيسي للبيئة في جنوب كاليمانتان دوي كاهيونو بأن الفيضان نتج عن التدهور البيئي في شكل مئات من حفر التعدين التي لم يتم استصلاحها وأن ما يقرب من خمسين بالمائة من 3.7 مليون هكتار من الأراضي تمت السيطرة عليها بواسطة شركات التعدين وشركات نخيل الزيت.

## انتقادات لرد الحكومة
انتقد مستخدمو الإنترنت الإندونيسيون عدم تغطية وسائل الإعلام الوطنية للفيضانات. نشر الرئيس جوكو ويدودو على وسائل التواصل الاجتماعي أن إندونيسيا تكافح حاليًا ضد كارثتين طبيعيتين وهما: انهيارات سوميدانج الأرضية وزلزال غرب سولاويزي، ولكن لم يذكر الفيضانات. ونتيجة لذلك انتشر وسم جنوب كاليمانتان أيضًا على تويتر احتجاجًا على افتقار الحكومة إلى التغطية.
جادل نشطاء البيئة والمعارضة بأن الفيضانات التي تحدث في جنوب كاليمانتان كانت نتيجة استثمارات غير خاضعة للرقابة وغير مستدامة نتج عنها تدمير الطبيعة، وانتقدوا حكومة المقاطعة التي ألقت باللوم في الفيضانات على الطقس فقط. في وقت لاحق نشر الرئيس مقطع فيديو عن الكارثة أنه تلقى بالفعل تقريرًا مباشرًا من حاكم جنوب كاليمانتان صهبيرين نور وحث جميع الموظفين الحكوميين على تقديم المساعدات اللازمة للضحايا وخاصة القوارب المطاطية. في وقت لاحق زار الرئيس المنطقة المتضررة مباشرة في 18 يناير مع وصي عرش بنجر ريجنسي.